# 줘원쉬안
줘원쉬안(중국어: 卓文萱, 병음: Zhuó Wénxuān, 한자음: 탁문훤, 영어: Genie Chuo 지니 추오[*], 1986년 1월 30일 ~ )는 중화민국의 가수, 배우이다.